# Maubouc
Maubouc ist eine osttimoresische Aldeia im Suco Fatisi (Verwaltungsamt Laulara, Gemeinde Aileu). 2015 lebten in der Aldeia 188 Menschen.

## Geographie und Einrichtungen

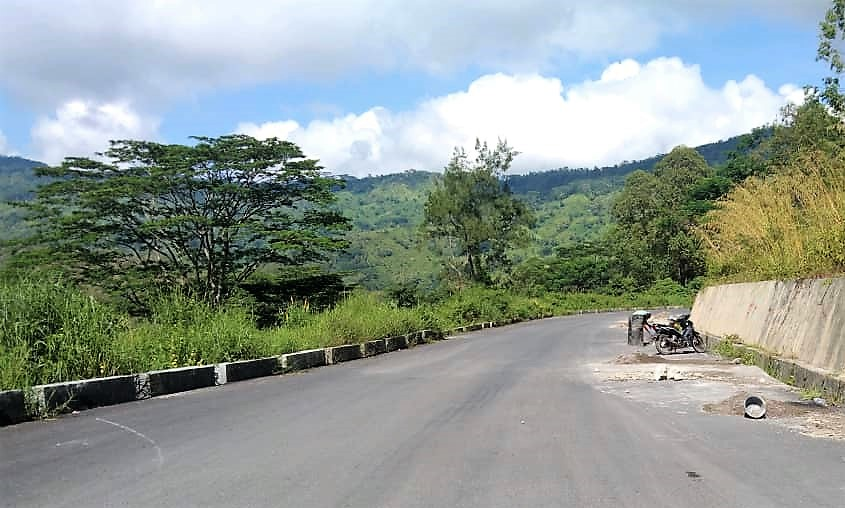
In der Aldeia Maubouc

Zur Aldeia Maubouc gehört der Osten und Süden des Sucos Fatisi. Nordwestlich befindet sich die Aldeia Umanlau. Im Norden grenzt Maubouc an den Suco Bocolelo, im Nordosten an den Suco Tohumeta, im Süden an den Suco Seloi Craic (Verwaltungsamt Aileu) und im Südwesten an die Gemeinde Ermera mit ihrem Suco Samalete (Verwaltungsamt Railaco). Ein Nebenfluss des Rio Comoro, der nur in der Regenzeit Wasser führt, folgt grob der Grenze zu Ermera.
Östlich des Flusses verläuft die Überlandstraße von der Landeshauptstadt Dili im Norden zur Gemeindehauptstadt Aileu im Süden. In ihrer Umgebung befinden sich kleine Weiler und einzelne Häuser, wie die abseits liegende Einzelsiedlung Lebihin. Eine weitere Straße führt grob entlang der Grenze zu Bocolelo. An ihr liegt der Weiler Donfonamo, dessen Häuser sich zum größten Teil aber im Suco Bocolelo befinden.